# Mebane
Mebane é uma cidade localizada no estado norte-americano de Carolina do Norte, no Condado de Alamance e Condado de Orange.

## Demografia
Segundo o censo norte-americano de 2000, a sua população era de 7284 habitantes.
Em 2006, foi estimada uma população de 9285, um aumento de 2001 (27.5%).

## Geografia
De acordo com o United States Census Bureau tem uma área de
15,2 km², dos quais 15,2 km² cobertos por terra e 0,0 km² cobertos por água. Mebane localiza-se a aproximadamente 196 m acima do nível do mar.

## Localidades na vizinhança
O diagrama seguinte representa as localidades num raio de 12 km ao redor de Mebane.